# Bogusław Kaczyński
Bogusław Kaczyński (ur. 2 maja 1942 w Białej Podlaskiej, zm. 21 stycznia 2016 w Warszawie) – polski dziennikarz, publicysta i krytyk muzyczny, popularyzator opery, operetki i muzyki poważnej, twórca telewizyjny, animator kultury, prezenter i autor programów w TVP.
Prowadził transmisje telewizyjne najważniejszych wydarzeń muzycznych w kraju i za granicą, takich jak np. Konkurs Chopinowski, Konkurs im. Henryka Wieniawskiego, koncerty Pavarottiego, Plácido Domingo, jubileusz Filharmonii Narodowej czy Koncerty Noworoczne z Wiednia. Występował także w programach emitowanych za granicą, np. w Nowym Jorku, Berlinie, Rzymie, Hawanie, Paryżu i Moskwie.

## Życiorys

### Rodzina i edukacja
Urodził się 2 maja 1942 w Białej Podlaskiej, był synem Jana Kaczyńskiego (1906–1990) i jego żony Jadwigi z domu Dołęgowskiej (1910–1980). Pochodził z chłopsko-rzemieślniczej rodziny, a nie – jak zapewniał w wywiadach – z kresowego ziemiaństwa; jego ojciec był lakiernikiem i po zakończeniu II wojny światowej pracował na kierowniczym stanowisku w Remontowych Zakładach Sprzętu Wodno-Melioracyjnego, a matka zajmowała się domem. Jego rodzice mieli starszego syna Ryszarda (1930–1941), który zginął tragicznie w wypadku kolejowym na rok przed narodzinami Bogusława, oraz córkę Annę (1946–2007).
Kiedy miał trzy lata, zaczął uczyć się muzyki u boku ojca. Niedługo później po raz pierwszy wystąpił publicznie – podczas balu obywatelskiego w Domu Strażaka (ob. hotel „Skala”) w Białej Podlaskiej zagrał na fortepianie utwór „Jaś mi z jarmarku przywiózł pierścionek”. Od wieku dziecięcego był zafascynowany operą – było to zapoczątkowane obejrzeniem przez niego Halki w Operze Warszawskiej w 1954. Występował na akademiach szkolnych. W młodości udzielał korepetycji z gry na fortepianie.
Zdał maturę w Liceum im. Józefa Ignacego Kraszewskiego w Białej Podlaskiej, a w 1964 ukończył naukę w Państwowej Średniej Szkole Muzycznej im. Fryderyka Chopina w Warszawie. Pracował jako instruktor zespołów muzycznych i akompaniator w Powszechnej Spółdzielni Spożywców w Białej Podlaskiej. W grudniu 1971 uzyskał tytuł magistra sztuki na Wydziale Kompozycji, Dyrygentury i Teorii PWSM w Warszawie; pracę seminaryjną napisał o śpiewaczce operowej Adzie Sari (praca stanowiła podstawę do książki pt. „Ada Sari. Kulisy wielkiej sławy” z 2014), a magisterską – o operach Albana Berga, którą wydał w 1987 w formie książki pt. „Ucieczki do Karyntii. Rzecz o Albanie Bergu i jego operach”.

### Kariera zawodowa
W czasach studenckich prowadził cykl muzyczny „Temat z wariacjami” w Telewizyjnym Ekranie Młodych. Również jako student współpracował z prasą, pisząc artykuły dla „Ruchu Muzycznego” i recenzje dla „Dziennika Ludowego”. W kolejnych latach kariery zawodowej Kaczyńskiego jego felietony i recenzje były publikowane w czasopismach: „Sowietskaja Muzyka”, „Taniec”, „Teatr”, „Kultura”, „Przekrój”, „Express Wieczorny” i „Gazeta Wyborcza”.
Telewizyjną rozpoznawalność zyskał w 1974 dzięki występowi w programie Ireny Dziedzic Tele-Echo, w którym zapowiedział wywiad ze śpiewaczką operową Teresą Żylis-Garą; w 1981 wystąpił w ostatnim wydaniu programu. Za autorski program telewizyjny Operowe qui pro quo (1975–1980) otrzymał Nagrodę Prezesa Komitetu ds. Radia i Telewizji (1978) oraz Złoty Ekran (1979) przyznawany przez redakcję czasopisma „Ekran” najciekawszym telewizyjnym programom i osobowościom. W grudniu 1977 poprowadził telewizyjne widowisko operowe „Koncert gwiazd” w Operze Poznańskiej. W 1978 odbył dwumiesięczną podróż do Nowego Jorku w ramach stypendium przyznanego przez Fundację Kościuszkowską. Był także twórcą i prowadzącym audycji radiowych i telewizyjnych: Spotkania z… (1977–), Zaczarowany świat operetki (1981), Sławne, polskie, moniuszkowskie (1982), Rewelacja miesiąca (1979–) i Przeboje Bogusława Kaczyńskiego (1986–). Relacjonował Międzynarodowy Konkurs Pianistyczny im. Fryderyka Chopina dla Dziennika Telewizyjnego, w którym występował także przy okazji innych wydarzeń muzycznych.
W latach 80. XX w. zaczął występować w audycjach Polskiego Radia: Lato z radiem i Cztery pory roku, oraz w świątecznych programach TVP2. W 1983 otrzymał drugi w karierze Złoty Ekran, tym razem za Zaczarowany świat operetki. W 1984 zapowiadał występy polskich artystów na Dniach Kultury Polskiej w Ułan Bator. W tym samym roku został konsultantem muzycznym przy miniserialu Trzy młyny, a w 1985 był konsultantem artystycznych Dni Kultury Polskiej w Konstancji. W 1985 i 1986 otrzymał statuetkę Wiktora dla najpopularniejszej postaci telewizyjnej, a w 1987 – medal „Zasłużony dla kultury mongolskiej”.
W latach 1981–1990 był kierownikiem Festiwalu Muzyki w Łańcucie, który był retransmitowany w polskiej i niemieckiej telewizji. W latach 1984–2012 pełnił funkcję dyrektora Festiwalu im. Jana Kiepury w Krynicy. W 2002 otrzymał tytuł Honorowego Obywatela Krynicy.
W 1983 wydał zbiór swoich esejów pt. „Dzikie orchidee”, który rozszedł się w nakładzie 80 tys. egzemplarzy i został okrzyknięty najpopularniejszą książką roku w plebiscycie „Dziennika Wieczornego”. W 1991 wydał dziennik pt. „Kretowisko”, w którym opisał swoją drogę do objęcia stanowiska dyrektora Teatru Wielkiego w Warszawie i przegraną w konkursie; książką wywołał skandal obyczajowy, ponieważ m.in. ujawnił na jej łamach osobiste informacje o swoich opontentach i plotki o nich. Po premierze książki został pozwany przez dyrygenta Ilyę Stupela za pomówienie, ale Sąd Rejonowy dla Warszawy-Mokotowa w 1994 umorzył postępowanie karne i zobowiązał Kaczyńskiego do zapłaty 10 mln starych zł na cele dobroczynne.
W 1991 założył Fundację „Orfeo”, zajmującą się promocją kultury polskiej w kraju i za granicą, organizowaniem wydarzeń kulturalnych, wspieraniem młodych talentów i edukowaniem kulturalnym. Prowadził firmę Casa Grande Impresariat Artystyczno-Wydawniczy. 10 września 1992 zorganizował w Krynicy benefis pt. „Wielka sława to żart” z okazji swoich 50. urodzin. W listopadzie 1993 otworzył salon artystyczno-towarzyski w Zamku Ostrogskich w Warszawie, który został zamknięty po dwóch miesiącach z powodu braku sponsora. W latach 1993–1996 był prorektorem ds. artystycznych Akademii Muzycznej w Warszawie, na której prowadził zajęcia z historii opery. W latach 1994–1998 był dyrektorem Teatru Muzycznego Roma, w którym w marcu 1998 zadebiutował jako reżyser spektaklem Madama Butterfly.
W grudniu 1995 otrzymał Order Uśmiechu, a w 1997 – Super-Wiktora za całokształt twórczości telewizyjnej. W wyniku plebiscytu Koniec wieku tygodnika „Polityka” został zaliczony do grona dziesięciu największych osobowości telewizyjnych XX stulecia. W 2001 poprowadził galę rozdania nagród na festiwalu wideoklipów Yach Film w Gdyni. Jesienią 2002 podczas gali z okazji 50-lecia TVP otrzymał statuetkę i tytuł „Gwiazda Telewizji Polskiej”. W 2004 podczas Festiwalu im. Jana Kiepury w Krynicy otrzymał tytuł Generała Kultury Polskiej od kierownictwa Reprezentacyjnego Zespołu Artystycznego Wojska Polskiego. W tym samym roku wystąpił w telewizyjnej reklamie bezprzewodowych telefonów marki Panasonic. W 2005 współprowadził (z Kubą Wojewódzkim) koncert „Trendy” podczas festiwalu TOPtrendy 2005 w Sopocie. W 2006 zdobył tytuł Mistrza Mowy Polskiej, był jednym z jurorów programu TVP2 Supertalent i zagrał epizodyczną rolę w 29. odcinku serialu TVN Niania. Wydał autorską serię płytową pt. „Bogusław Kaczyński – Złota kolekcja”. Organizował też m.in. koncerty operowe i widowisko muzyczne „Kiepura Gala”, które przedstawiane było m.in. w polonijnych ośrodkach w Kanadzie i USA. W 2013 zorganizował ogólnopolską trasę koncertową „Przystanek Europejskiego Festiwalu im. Jana Kiepury”.

## Choroba i śmierć

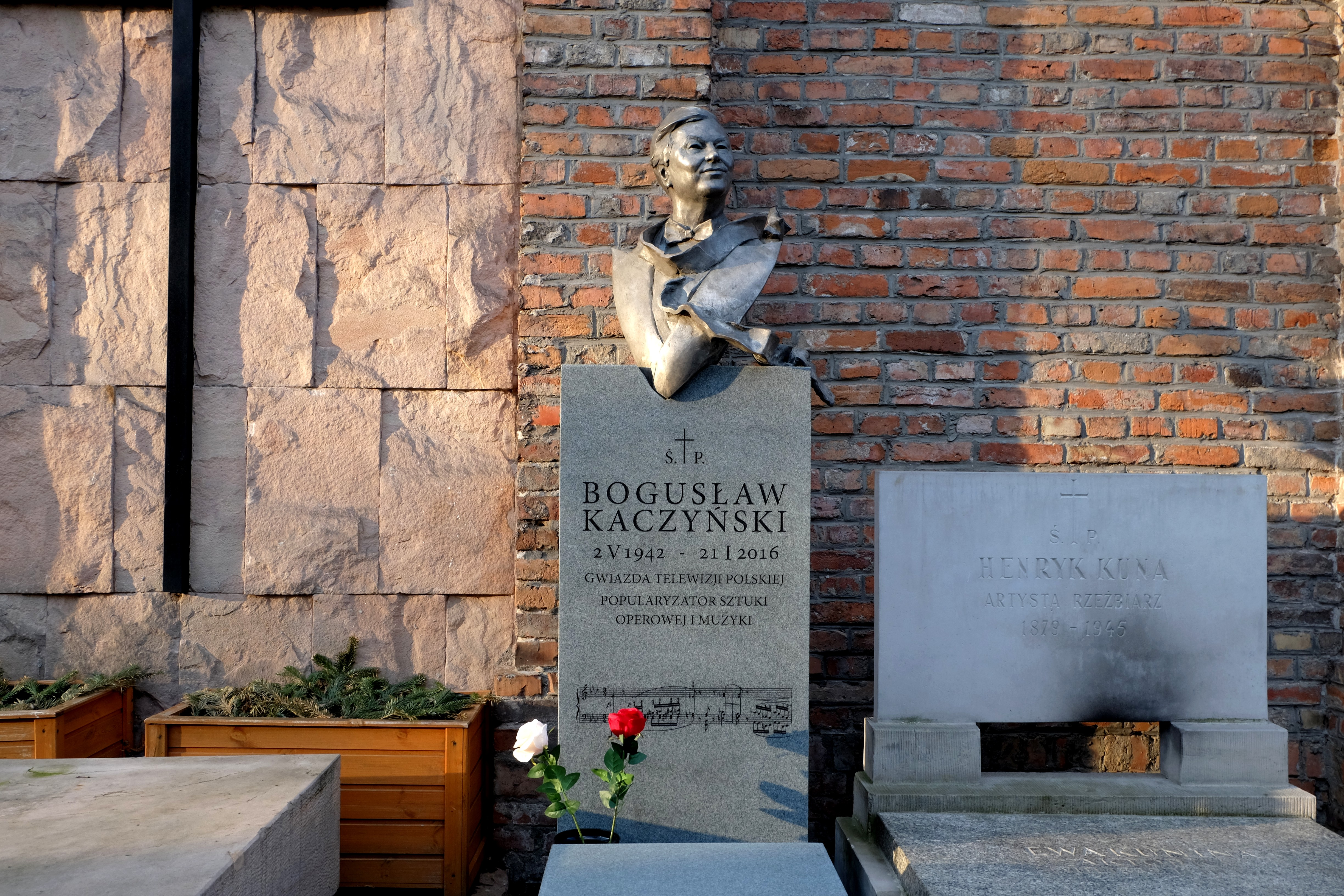
Grób Bogusława Kaczyńskiego w alei zasłużonych na cmentarzu Powązkowskim w Warszawie

6 marca 2007 doznał udaru mózgu, wskutek którego częściowo utracił zdolność mówienia i doznał paraliżu prawej strony ciała. Po intensywnej rehabilitacji większość dolegliwości ustąpiła, choć już nigdy nie powrócił do pełnej sprawności fizycznej. W kolejnych latach chorował również na nowotwór żołądka, przeszedł także zawał i drugi udar.
21 stycznia 2016 zmarł z powodu kolejnego udaru mózgu. Został pochowany 28 stycznia 2016 w alei zasłużonych na warszawskich Starych Powązkach. Został pośmiertnie odznaczony przez prezydenta Andrzeja Dudę Krzyżem Komandorskim z Gwiazdą Orderu Odrodzenia Polski.

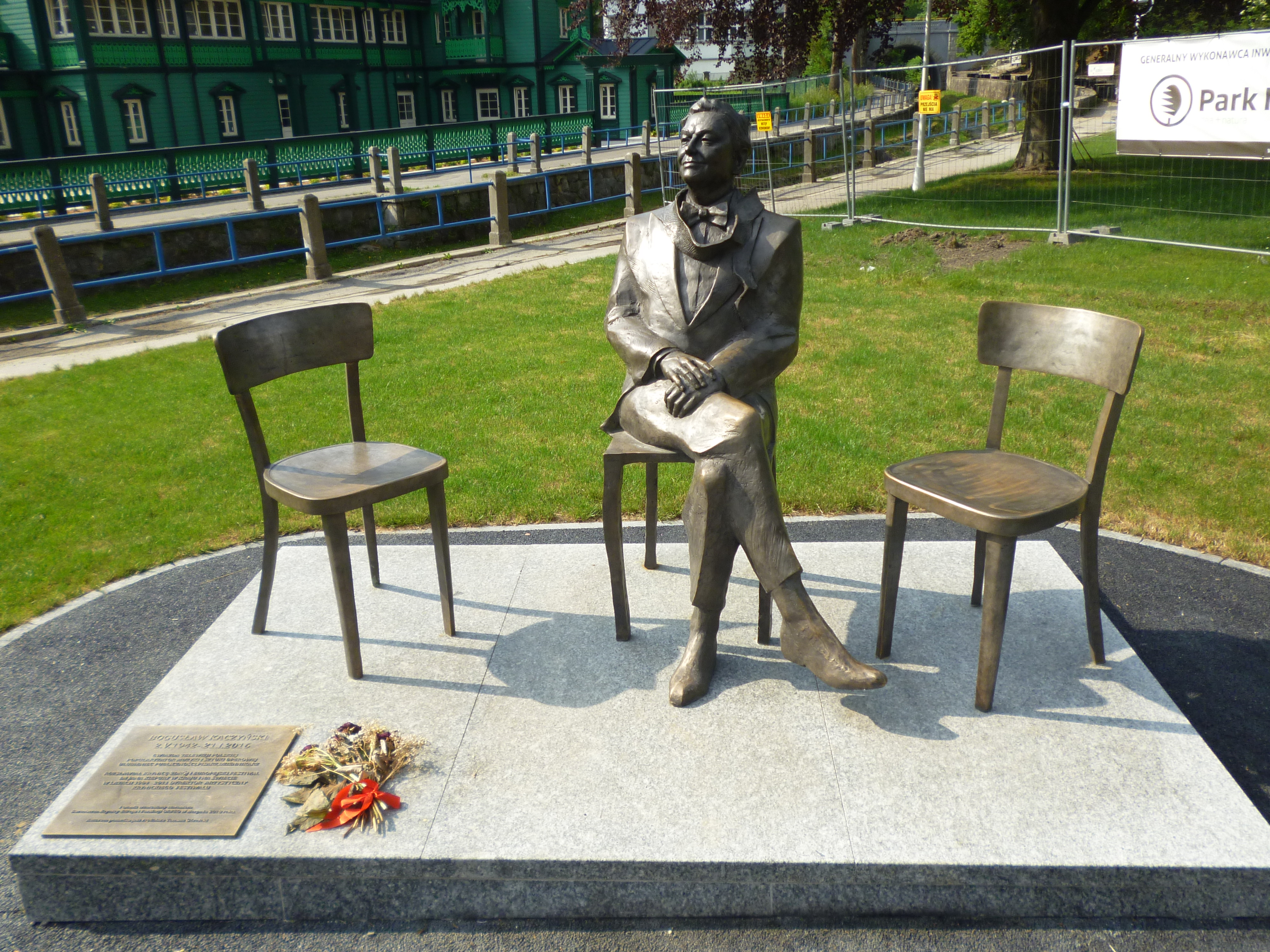
Pomnik Bogusława Kaczyńskiego w Krynicy-Zdroju

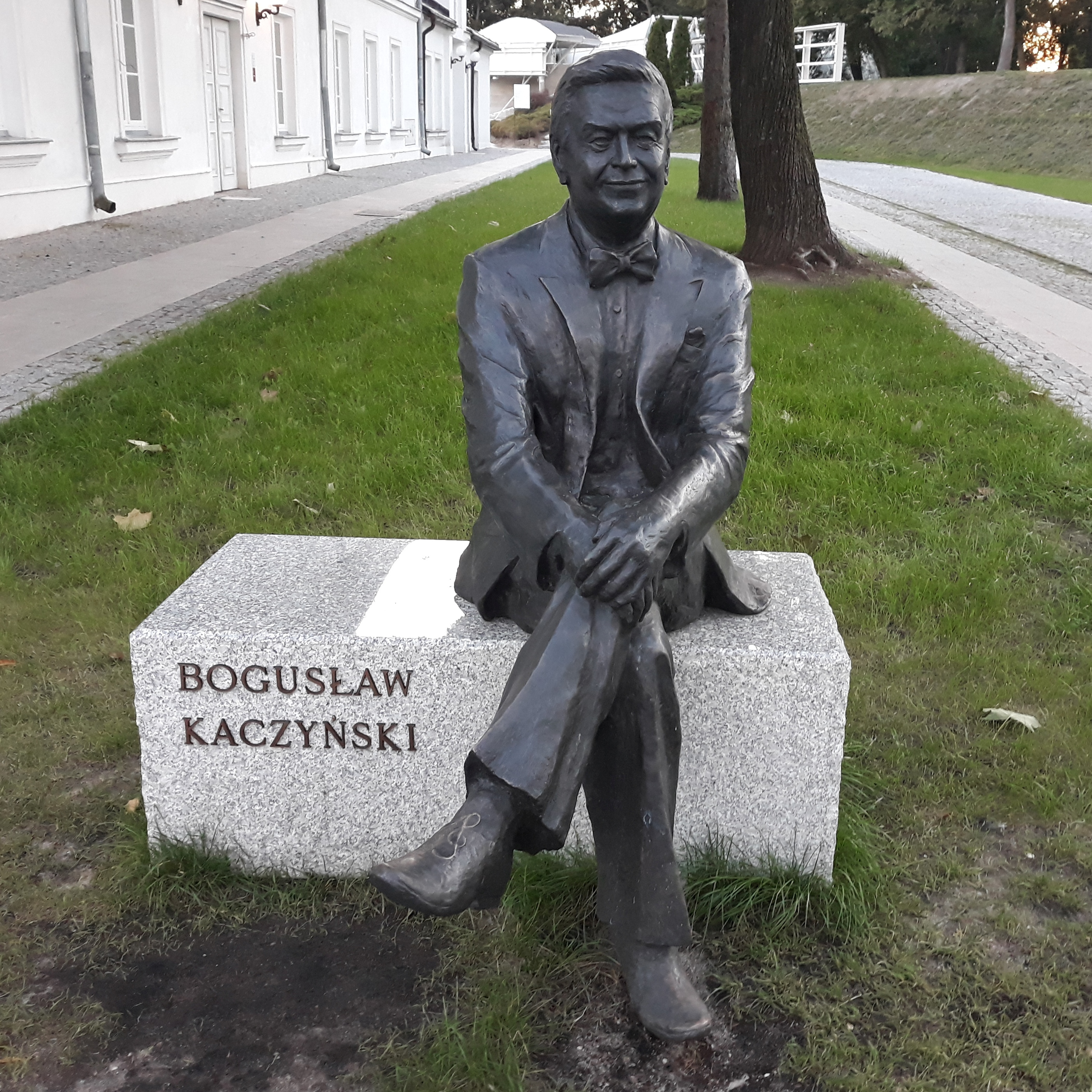
Pomnik Bogusława Kaczyńskiego w Białej Podlaskiej

## Życie prywatne
W wydanej w 2024 książce Primadonna. Biografia Bogusława Kaczyńskiego Bartosz Żurawiecki pisze, że jej bohater był gejem, choć on sam nigdy nie potwierdził publicznie swojej homoseksualnej orientacji. 8 września 1981 Kaczyński ożenił się z malarką Jadwigą Marią Jarosiewicz, z którą rozwiódł się w 1987.
W 1990 publicznie poparł Lecha Wałęsę przed wyborami prezydenckimi. Przed wyborami parlamentarnymi w 2015 był zwolennikiem Prawa i Sprawiedliwości.
Kolekcjonował figurki słoni.

## Upamiętnienie
17 sierpnia 2018 w Krynicy-Zdroju odsłonięto pomnik Bogusława Kaczyńskiego autorstwa Tomasza Górnickiego. Rzeźba znajduje się w pobliżu pensjonatu „Wisła”, gdzie artysta przez 28 lat zatrzymywał się na czas prowadzenia Festiwali im. Jana Kiepury.
Corocznie od 2019 w Białej Podlaskiej organizowany jest Festiwal im. Bogusława Kaczyńskiego, który ma na celu popularyzację muzyki operowej, operetkowej i musicalowej.
2 maja 2020 w Białej Podlaskiej w Parku Radziwiłłowskim w pobliżu szkoły muzycznej odsłonięto pomnik Bogusława Kaczyńskiego autorstwa Stanisława Milewskiego. Przedstawia on postać z brązu siedzącą na granitowym kamieniu.
W kwietniu 2022 ukazała się biografia Bogusława Kaczyńskiego pt. „Będę sławny, będę bogaty” autorstwa Anny Lisieckiej.

## Wybrane publikacje
- Dzikie orchidee, Wydawnictwo Casa Grande, Warszawa, 1985, ISBN 83-86041-15-3.
- Ucieczki do Karyntii. Rzecz o A. Bergu i jego operach, Wydawnictwa Radia i Telewizji, Warszawa, 1987, ISBN 83-212-0483-X.
- Wielka sława to żart, Wydawnictwo BGW, Warszawa, 1992, ISBN 83-7066-452-0.
- Kretowisko, Art B Press, Poznań, 1991, ISBN 83-900107-7-1.
- Xenia Grey: księżna Chicago, Fundacja Orfeo, Warszawa, 1993, ISBN 83-86041-00-5.
- Krynicki Benefis, Fundacja ORFEO, Warszawa, 2000, ISBN 83-86041-10-2.
- Symfonia w dolinie słońca (album wydany w Niemczech)
- Teatr Kaczyńskiego – Roma, Wydawnictwo Casa Grande, Warszawa, 2008, ISBN 978-83-9274-510-5.
- Jak samotny szeryf, Wydawnictwo Casa Grande, Warszawa, 2009, ISBN 978-83-9274-511-2.
- Fryderyk Chopin. Geniusz muzyczny. (Wydawnictwo Debit, album prestiżowy), Bielsko-Biała 2010, ISBN 978-83-7167-734-2.
- Koń na biegunach, Wydawnictwo Casa Grande, Warszawa, 2010, ISBN 978-83-927451-2-9.
- Smak sławy, Wydawnictwo Casa Grande, Warszawa, 2011, ISBN 978-83-927451-3-6.
- Kiepura, Wydawnictwo Casa Grande, Warszawa, 2011, ISBN 978-83-927451-4-3.
- Łańcut, moja miłość, Wydawnictwo Casa Grande, Warszawa, 2012, ISBN 978-83-927451-5-0.
- Ada Sari. Kulisy wielkiej sławy, Wydawnictwo Casa Grande, Warszawa, 2014, ISBN 978-83-927451-6-7.

## Nagrody i odznaczenia
- 1983 – „Złoty Ekran 1982” za cykl „Zaczarowany świat operetki”
- 1985 – „Nagroda Neapolitańska” za propagowanie wysokiej kultury na świecie
- 1995 – Kawaler Orderu Uśmiechu[75]
- 1996 – „Lider Promocji Kultury Polskiej” (nagroda międzynarodowa)
- 1997 – tytuł „Honorowy Białostocczanin Roku”
- 1999 – Krzyż Komandorski Orderu Odrodzenia Polski[76]
- 2002 – Honorowy Obywatel Krynicy
- 2003 – Honorowy Obywatel Łańcuta
- 2003 – laureat nagrody Ministra Kultury i Sztuki
- 2005 – tytuł „Zasłużony dla Ziemi Sądeckiej”
- 2006 – tytuł „Mistrz Mowy Polskiej”
- Czterokrotny laureat nagród indywidualnych za działalność radiową i telewizyjną prezesa Radia i Telewizji
- 2007 – Honorowy Obywatel Lipna
- 2008 – Honorowy Obywatel Białej Podlaskiej
- 2009 – otrzymał godność „Wybitnej Osobistości Pracy Organicznej” oraz statuetkę „Złotego Hipolita” nadaną przez Towarzystwo im. Hipolita Cegielskiego[77]
- 2011 – Złoty Medal „Zasłużony Kulturze Gloria Artis”[78]
- 2014 – Honorowy Obywatel Buska-Zdroju[79]
- 2016 – Krzyż Komandorski z Gwiazdą Orderu Odrodzenia Polski (pośmiertnie)[80]

Bogusław Kaczyński trzykrotnie otrzymał nagrodę „Złoty Ekran”: 1979 – Złoty Ekran w kategorii „program muzyczny” za cykl „Operowe qui pro quo”; 1983: „Złoty Ekran 1982” za cykl „Zaczarowany świat operetki”, programy o Janie Kiepurze, Marii Fołtyn i Wandzie Wermińskiej. Zdobył „Wiktora” w pierwszej edycji nagrody (1985), potem jeszcze 3 statuetki: 1986, 1987 oraz „Super-Wiktor” (1996).

## Filmy i spektakle
- 1979 – Aria dla atlety – konsultant muzyczny i specjalista operowy
- 1984 – Baryton – konsultant muzyczny
- 1984 – Trzy młyny – konsultant muzyczny
- 1995 – Słowik Warszawy – obsada aktorska – redaktor